# لرمونتوف، روسیه

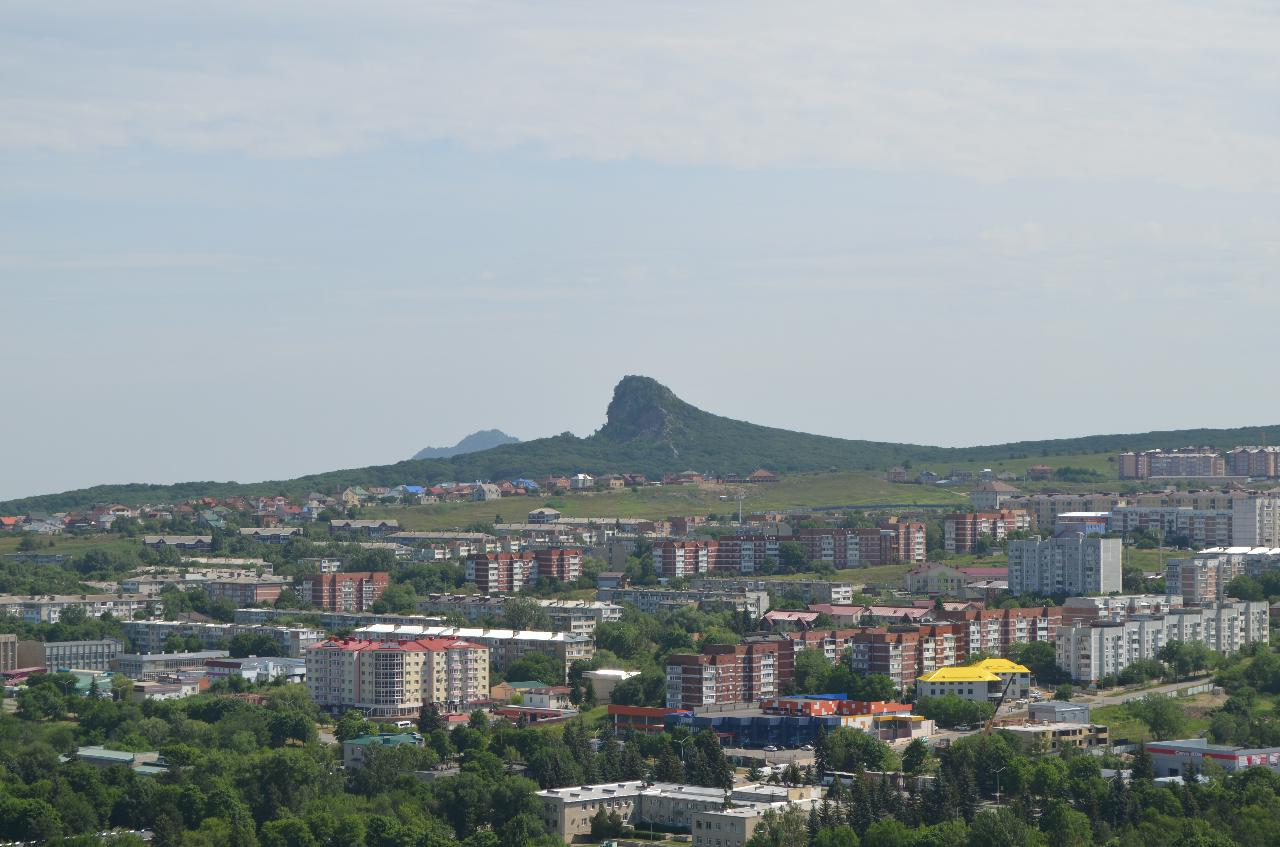
لرمونتوف، روسیه

شهر لرمونتوف، روسیه (به روسی: Лермонтов) در کشور روسیه و در کرای استاوروپول واقع شده‌است.